# Очеретянка канаркова
Очеретянка канаркова, канаркова трава справжня (Phalaris canariensis) – вид рослин родини тонконогові (Poaceae). Географічний епітет вказує на проживання на Канарських островах.

## Опис
Однорічна рослина. Стебла 37–75(95) см, прямостійні. Листові пластини 23 × 0,8 см. Волоті 32–45 × 12–14 мм, як правило, яйцеподібні. Усі колоски – родючі гермафродити. Суцвіття зелені або ж спершу трохи фіалкові, згодом стають рудувато-коричневими. Зернівки ≈ 4×1,5 мм, яйцеподібні, блискуче коричневі. Цвіте з квітня по червень. Звертає на себе увагу багатьох диких тварин, особливо птахів.

## Поширення
Південна Європа, Північна Африка, Південно-Західна Азія, Макаронезія (крім Кабо-Верде); введена в інших помірних зонах світу. Вирощується в декількох частинах світу для пташиного корму.

## Практичне використання
Волоть містить близько 300 зерняток, що легко вимолочуються. 
У країнах південної Європи зерно канаркової трави заготовляють у великій кількості й перемелюють на борошно, з якого печуть хліб. 
За поживністю він не поступається перед пшеничним. За голодних років у південних губерніях Російської імперії насіння канаркової трави також заготовляли на зерно.
Збирають насіння одразу після пожовтіння волоття.

## Галерея

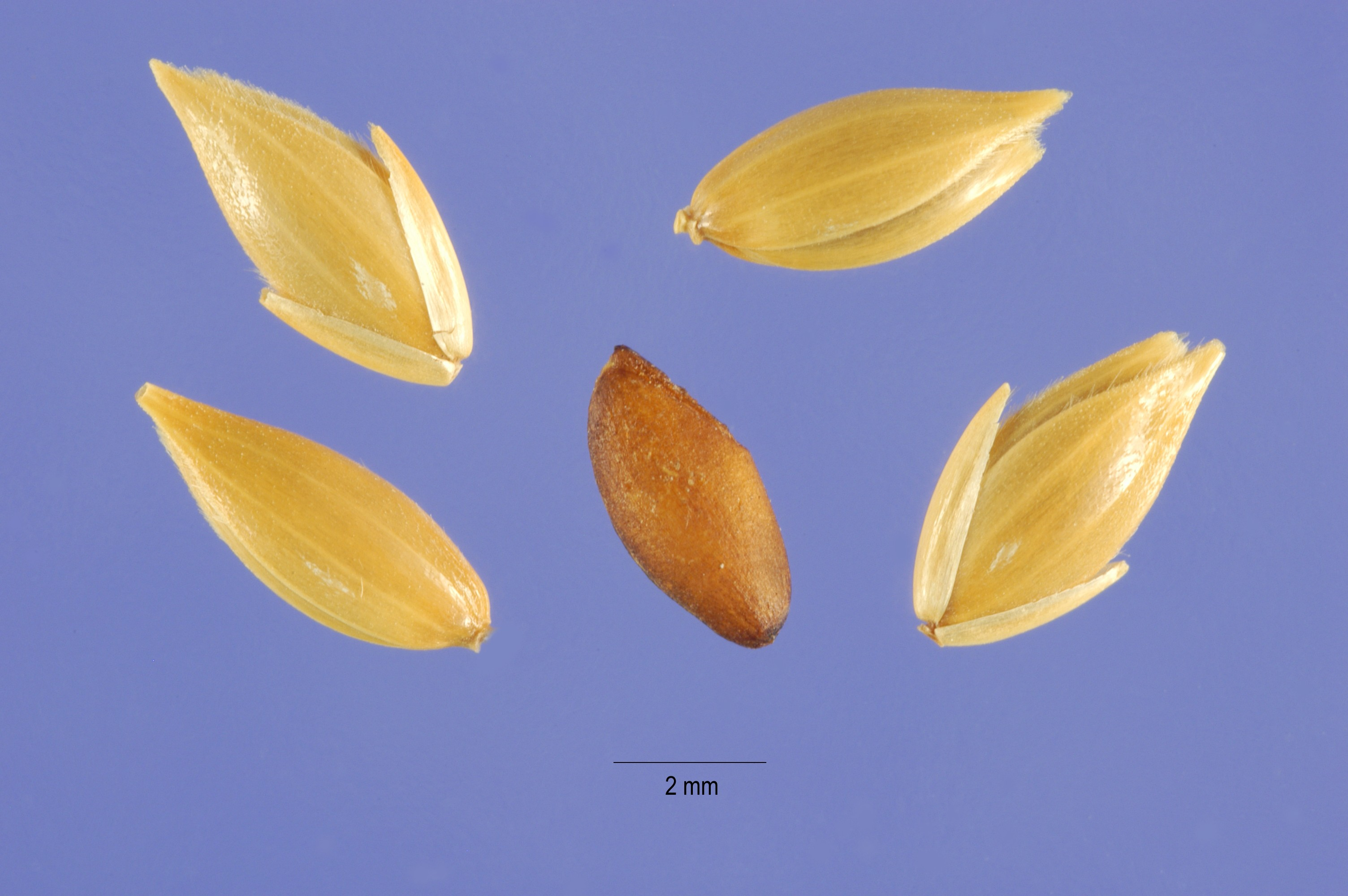
Насіння
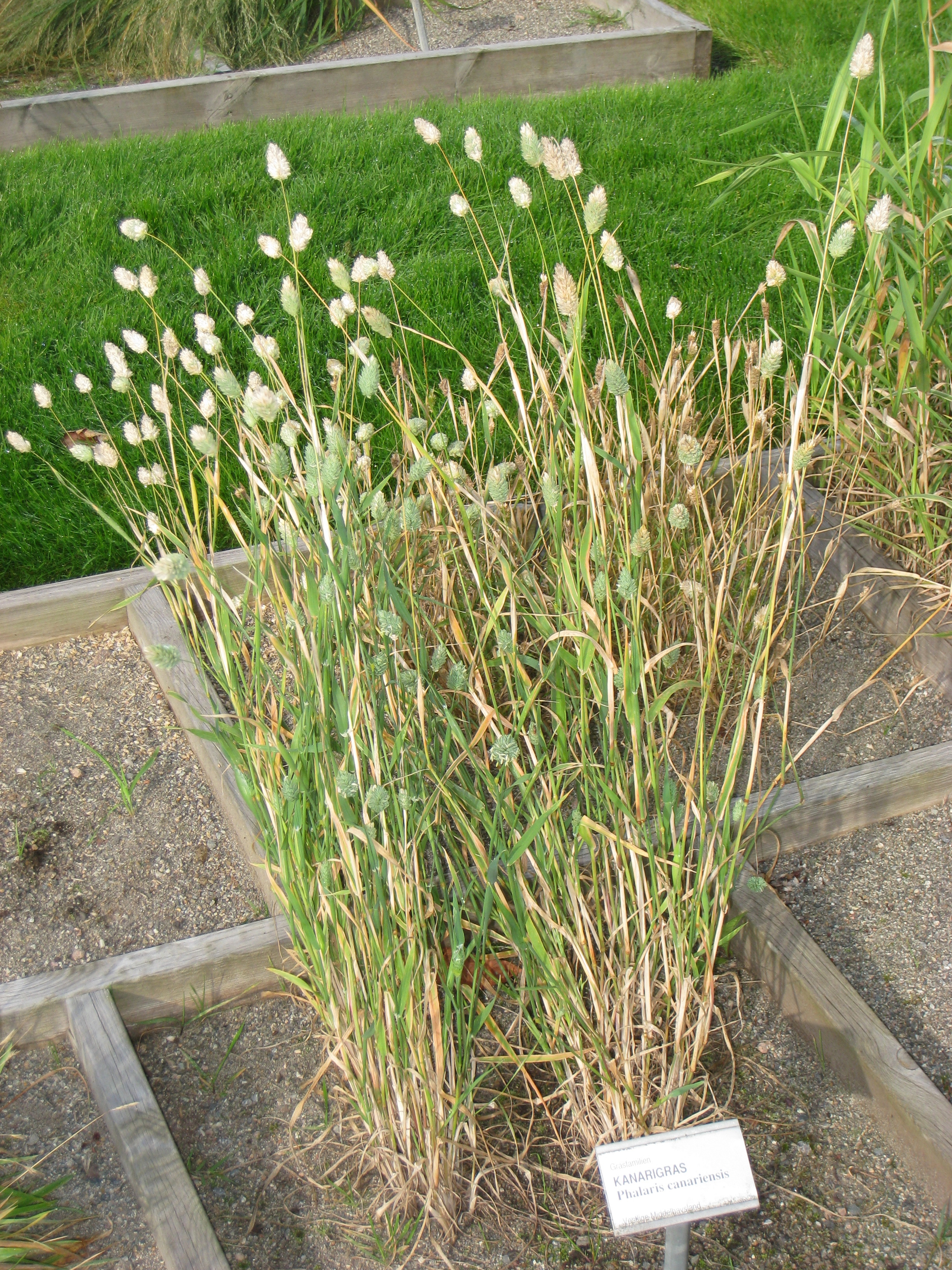
Загальний вид рослини
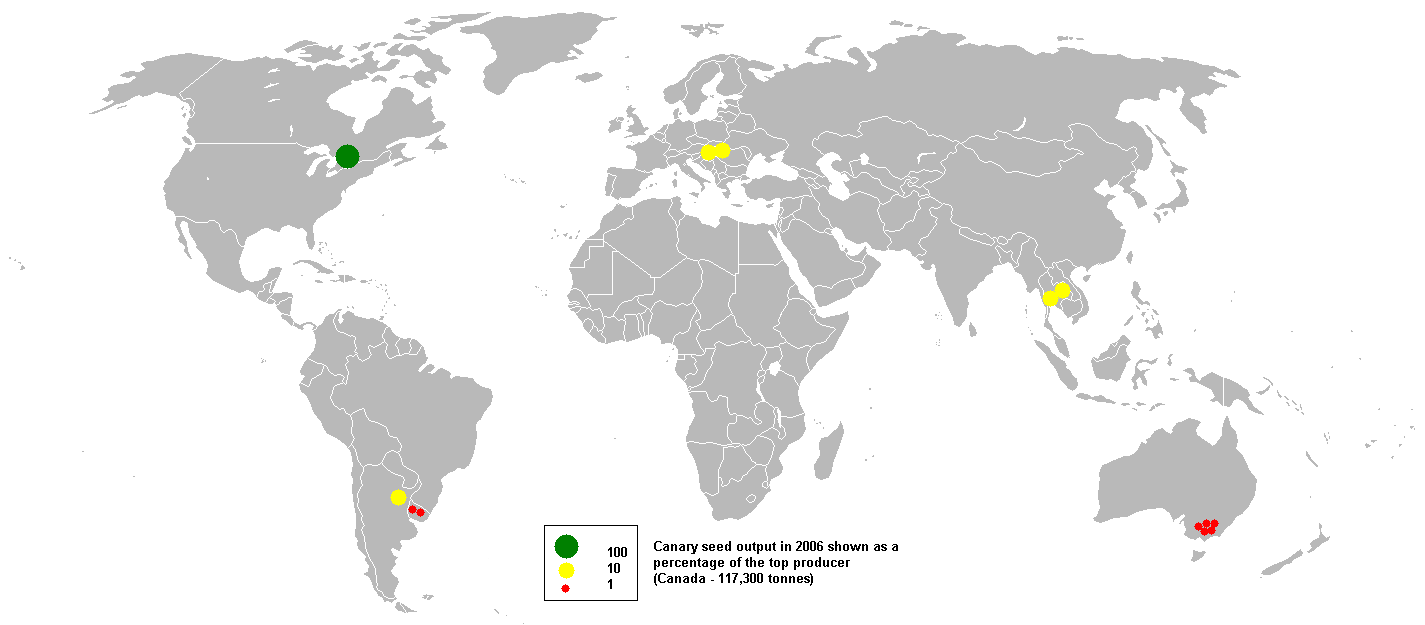
Мапа країн-виробників насіння